# Killers (album Iron Maiden)
Killers – drugi album studyjny brytyjskiego zespołu heavymetalowego Iron Maiden, który został wydany 2 lutego 1981 roku.
Było to pierwsze wydawnictwo z Adrianem Smithem jako gitarzystą prowadzącym i zarazem ostatnie z wokalistą Paulem Di’Anno. Wszystkie piosenki z wyjątkiem „Murders in the Rue Morgue” i „Killers” zostały skomponowane jeszcze przed wydaniem debiutanckiej płyty zespołu. Album zawiera dwa utwory instrumentalne „The Ides of March” oraz „Genghis Khan”, co w całej twórczości zespołu stanowi rzadkość.
Tekst do „Murders in the Rue Morgue” powstał na motywach utworu Edgara Allana Poego o tym samym tytule.

## Lista utworów

### Wydanieeuropejskiez 1981 roku
1. „The Ides of March” (Harris[8]) - 1:45
2. „Wrathchild” - 2:54
3. „Murders in the Rue Morgue” - 4:19
4. „Another Life” - 3:22
5. „Genghis Khan” - 3:06
6. „Innocent Exile” - 3:53
7. „Killers” (Di’Anno, Harris) - 5:01
8. „Prodigal Son” - 6:11
9. „Purgatory” - 3:21
10. „Drifter” - 4:48

### Wydanieamerykańskiez 1981 roku
1. „The Ides of March” (Harris[8]) - 1:45
2. „Wrathchild” - 2:54
3. „Murders in the Rue Morgue” - 4:19
4. „Another Life” - 3:22
5. „Genghis Khan” - 3:06
6. „Innocent Exile” - 3:53
7. „Killers” (Di’Anno, Harris) - 5:01
8. „Twilight Zone” (Murray, Harris) - 2:34
9. „Prodigal Son” - 6:11
10. „Purgatory” - 3:21
11. „Drifter” - 4:48

### Wydanieaustralijskiez 1981 roku
1. „The Ides of March” (Harris[8]) - 1:45
2. „Wrathchild” - 2:54
3. „Murders in the Rue Morgue” - 4:19
4. „Another Life” - 3:22
5. „Genghis Khan” - 3:06
6. „Innocent Exile” - 3:53
7. „Killers” (Di’Anno, Harris) - 5:01
8. „Women in Uniform” (Macainsh; cover Skyhooks) - 3:09
9. „Prodigal Son” - 6:11
10. „Purgatory” - 3:21
11. „Drifter” - 4:48

### Reedycja z 1995 roku
Było to dwupłytowe wydawnictwo, na pierwszej płycie znajdował się oryginalny album z 1981 roku a na drugiej utwory z singli promujących album. Został zachowany podział na wersję europejską i amerykańską z 1981 roku.

#### Dodatkowy CD w wersji europejskiej
1. „Twilight Zone” (Murray, Harris) - 2:34
2. „Women in Uniform” (Macainsh; cover Skyhooks) - 3:09
3. „Invasion” -  2:37
4. „Phantom of the Opera” [Live] - 7:12

#### Dodatkowy CD w wersji amerykańskiej
1. „Women in Uniform” (Macainsh; cover Skyhooks) - 3:09
2. „Invasion” - 2:37
3. „Phantom of the Opera” [Live] - 7:12
4. „Running Free” [Live] - 3:07
5. „Remember Tomorrow" [Live] - 5:44
6. „Wrathchild” [Live] - 2:52
7. „Killers” [Live] - 4:50
8. „Innocent Exile” [Live] - 3:46

### Wydanie zremasterowane z 1998 roku
1. „The Ides of March” (Harris[8]) - 1:45
2. „Wrathchild” - 2:54
3. „Murders in the Rue Morgue” - 4:19
4. „Another Life” - 3:22
5. „Genghis Khan” - 3:06
6. „Innocent Exile” - 3:53
7. „Killers” (Di’Anno, Harris) - 5:01
8. „Prodigal Son” - 6:11
9. „Purgatory” - 3:21
10. „Twilight Zone” (Murray, Harris) - 2:34
11. „Drifter” - 4:48

Kompozytorem wszystkich utworów jest Steve Harris, oprócz tych gdzie zostało to zaznaczone.

## Twórcy

### Wykonawcy
- Paul Di’Anno - śpiew
- Dave Murray - gitara elektryczna
- Adrian Smith - gitara elektryczna
- Steve Harris - gitara basowa
- Clive Burr - perkusja

### Produkcja
- Martin Birch - producent
- Nigel Hewitt - inżynier dźwięku
- Derek Riggs - okładka
- Robert Ellis - zdjęcia zespołu

## Wydania
- EMI, 2 lutego 1981, wydanie australijskie na płycie gramofonowej
- EMI, EMI Electrola GmbH, 2 lutego 1981, wydanie europejskie na płycie gramofonowej
- Harvest, Capitol, czerwiec 1981, wydanie amerykańskie na płycie gramofonowej
- EMI Records, EMI Electrola GmbH, 1982, wydanie europejskie na płycie kompaktowej
- Globus International, 1992, wydanie czeskie na płycie gramofonowej w kolorze czerwonym
- Castle Records, 1995, dwupłytowe wydanie amerykańskie na płycie kompaktowej
- EMI Records, 1995, dwupłytowe wydanie europejskie na płycie kompaktowej
- EMI Records, 1998, zremasterowane wydanie na płycie gramofonowej i kompaktowej

## Single
1. „Twilight Zone”, 2 marca 1981
2. „Purgatory”, 15 czerwca 1981